# Mössbauer-effekten
Mössbauer-effekten är ett fenomen inom fysiken, upptäckt av Rudolf Mössbauer 1957, och beskriver resonans och rekylfri emission och absorption av fotoner av bundna atomer. Det kan användas för att mäta frekvens med mycket hög noggrannhet. Rudolf Mössbauer tilldelades Nobelpriset i fysik 1961 för upptäckten av effekten.

## Fysikalisk funktion
Sannolikheten för att en atomkärna, som kan emittera gammastrålning, skall absorbera ett infallande gammakvantum är störst vid resonans, d. v. s. när dess energi överensstämmer med energidifferensen mellan de nivåer som deltar i emissionen av gammastrålningen. Man talar då om resonansabsorption. Resonansen är ytterst skarp, så att även en mycket liten avvikelse från den rätta energin förhindrar absorptionen.
När en fri kärna emitterar ett gammakvantum, fördelas den tillgängliga energin mellan detta och den rekylerande kärnan så att gammaenergin blir för låg för resonansabsorption i en annan kärna av samma slag. Mössbauer visade att, om den emitterande kärnan ingår i ett kristallgitter, kan det hända att hela kristallen deltar i rekylen av kvantmekaniska skäl. Energiförlusten vid rekylen blir då så liten, att resonansabsorption fortfarande kan ske. Det är åt denna effekt som Mössbauer givit sitt namn. 